# Yuko Oita
Yuko Oita (尾板 裕子, 3 d'agost de 1969) és una exfutbolista japonesa.

## Selecció del Japó
Va debutar amb la selecció del Japó el 1986. Va disputar 3 partits amb la selecció del Japó.

## Estadístiques
| Selecció del Japó | Selecció del Japó | Selecció del Japó |
| Anys              | Partits           | Gols              |
| ----------------- | ----------------- | ----------------- |
| 1986              | 2                 | 0                 |
| 1987              | 1                 | 0                 |
| Total             | 3                 | 0                 |